# Ґорахі
Ґорахі (непальська: घोराही उपमहानगरपालिका ) — сьоме за величиною місто та найбільше місто на південь від метрополії Непалу. Місто (раніше Трибхуваннагар) розташоване в провінції Лумбіні на Середньому Заході Непалу. Це найбільше місто округу Данг Деухурі на південному заході Непалу. Розташоване в регіоні Внутрішній Терай, воно лежить на 413 км на південний захід від столиці Непалу Катманду, яке розвивається як альтернативний центр зростання, щоб допомогти полегшити міграцію та демографічний вибух у столичній зоні Катманду. Це найбільше місто в зоні Рапті, яке оточене пагорбами Шивалік на півдні та хребтом Махабхарата на півночі.
Ґорахі розташоване у долині Данг у передгір’ях Гімалаїв, між річкою Бабай на сході, півдні та заході, яка закінчується знаменитими річками Сараю та Ганг в Індії. Місто відоме своїм ландшафтом і трохи м'якшим кліматом і є воротами до навколишніх регіонів Ролпа, П'ютан, Сальян і Рукум. Воно добре сполучене і розташований недалеко від таких туристичних напрямків, як національний парк Бардія на заході, Сурхет на північному заході, Таванг, озеро Рара та індуїстські священні землі Сваргадварі, а також індуїстські храми Пандавешвор і Амбікешворі.

## Географія
Ґорахі є головним містом зони Рапті, а також штаб-квартирою району Данг. Воно розташоване на висоті 700 метрів над рівнем моря у районі пагорба Махабхарат-Чуре.
Пагорби долини Данг є частиною хребта Махабхарат і Чуре.

## Клімат
Ґорахі має сухий зимовий вологий субтропічний клімат (Köppen Cwa).
| Клімат Ґорахі, 1989–2010 | Клімат Ґорахі, 1989–2010 | Клімат Ґорахі, 1989–2010 | Клімат Ґорахі, 1989–2010 | Клімат Ґорахі, 1989–2010 | Клімат Ґорахі, 1989–2010 | Клімат Ґорахі, 1989–2010 | Клімат Ґорахі, 1989–2010 | Клімат Ґорахі, 1989–2010 | Клімат Ґорахі, 1989–2010 | Клімат Ґорахі, 1989–2010 | Клімат Ґорахі, 1989–2010 | Клімат Ґорахі, 1989–2010 | Клімат Ґорахі, 1989–2010 |
| Показник                 | Січ.                     | Лют.                     | Бер.                     | Квіт.                    | Трав.                    | Черв.                    | Лип.                     | Серп.                    | Вер.                     | Жовт.                    | Лист.                    | Груд.                    |                          |
| Середній максимум, °C    | 20,1                     | 22,2                     | 27,7                     | 32,8                     | 33,8                     | 32,2                     | 29,8                     | 29,6                     | 29,2                     | 28,4                     | 25,2                     | 21,5                     |                          |
| Середній мінімум, °C     | 5,9                      | 8,0                      | 12,4                     | 17,2                     | 21,5                     | 23,1                     | 23,1                     | 22,8                     | 21,4                     | 16,1                     | 10,8                     | 6,9                      |                          |
| Норма опадів, мм         | 20.7                     | 22.5                     | 21.5                     | 26.7                     | 93.6                     | 256.1                    | 413.3                    | 421.7                    | 231.1                    | 57.4                     | 9.9                      | 8.2                      |                          |
| Днів з опадами           | 2,1                      | 2,9                      | 2,0                      | 3,0                      | 6,8                      | 13,4                     | 20,7                     | 20,7                     | 16,3                     | 4,3                      | 0,6                      | 0,6                      |                          |
| ------------------------ | ------------------------ | ------------------------ | ------------------------ | ------------------------ | ------------------------ | ------------------------ | ------------------------ | ------------------------ | ------------------------ | ------------------------ | ------------------------ | ------------------------ | ------------------------ |